# Pomaderris pauciflora
Pomaderris pauciflora är en brakvedsväxtart som beskrevs av N. A. Wakefield. Pomaderris pauciflora ingår i släktet Pomaderris och familjen brakvedsväxter. Inga underarter finns listade i Catalogue of Life.